# Stisseria hispidula
Stisseria hispidula là một loài thực vật có hoa trong họ La bố ma. Loài này được (Hornem.) Kuntze miêu tả khoa học đầu tiên năm 1891.